# Кама (Іран)
Кама (перс. كما) — село в Ірані, у дегестані Касма, у Центральному бахші, шагрестані Совмее-Сара остану Ґілян. За даними перепису 2006 року, його населення становило 313 осіб, що проживали у складі 92 сімей.

## Клімат
Середня річна температура становить 14,20 °C, середня максимальна – 27,41 °C, а середня мінімальна – -1,27 °C. Середня річна кількість опадів – 815 мм.
| Клімат поселення                              | Клімат поселення | Клімат поселення | Клімат поселення | Клімат поселення | Клімат поселення | Клімат поселення | Клімат поселення | Клімат поселення | Клімат поселення | Клімат поселення | Клімат поселення | Клімат поселення | Клімат поселення |
| Показник                                      | Січ.             | Лют.             | Бер.             | Квіт.            | Трав.            | Черв.            | Лип.             | Серп.            | Вер.             | Жовт.            | Лист.            | Груд.            |                  |
| Середній максимум, °C                         | 8,06             | 9,74             | 12,90            | 18,28            | 22,55            | 25,47            | 27,41            | 27,35            | 24,97            | 20,83            | 15,77            | 11,46            |                  |
| Середня температура, °C                       | 3,41             | 5,08             | 8,22             | 13,62            | 17,89            | 20,82            | 23,00            | 22,94            | 20,56            | 16,42            | 11,37            | 7,06             |                  |
| Середній мінімум, °C                          | −1,27            | 0,41             | 3,56             | 8,94             | 13,21            | 16,14            | 18,60            | 18,54            | 16,16            | 12,02            | 6,96             | 2,64             |                  |
| Норма опадів, мм                              | 85               | 68               | 70               | 54               | 38               | 24               | 14               | 36               | 79               | 119              | 102              | 126              |                  |
| Середньомісячна швидкість вітру, м/с          | 2.21             | 2.34             | 2.40             | 2.30             | 2.30             | 2.60             | 2.54             | 2.39             | 2.16             | 2.02             | 1.92             | 1.99             |                  |
| Середньомісячна сонячна радіація, кДж/м²·день | 6859             | 9092             | 11198            | 15861            | 20115            | 22759            | 23430            | 19885            | 16325            | 11163            | 8601             | 6669             |                  |
| --------------------------------------------- | ---------------- | ---------------- | ---------------- | ---------------- | ---------------- | ---------------- | ---------------- | ---------------- | ---------------- | ---------------- | ---------------- | ---------------- | ---------------- |
| Джерело:                                      |                  |                  |                  |                  |                  |                  |                  |                  |                  |                  |                  |                  |                  |